# Plane
At plane er i skibsterminologi at løfte boven på fartøjet ud af vandet. Dvs. at båden kommer til at sejle på vandet i stedet for i vandet. Dette øger farten drastisk, eftersom vindens friktion er mindre end vandets ville have været.
Det er nemmest at plane på rumskøds kurser, da der dér kan opnås den højeste fart. Ikke alle søfartøjer kan plane – det er mest for windsurfere, sejljoller og flerskrogsbåde (typisk katamaraner). 
Katamaranen og windsurferen er således også de hurtigste vindfremdrevne fartøjer. Verdensrekorden i windsurfing (speedsejlads) blev sat af Martin Van Meurs fra Holland den 18. januar 2007 med en fart på 49,4 knob, dvs. 91,49 km/t!
Det kan være svært at plane, da det forøger risikoen for at kæntre, men det er nødvendigt, hvis man vil udnytte bådens potentiale, f.eks. i en kapsejlads.
Det mest udprægede eksempel på planing er windsurferen, der, specielt for de mindre modeller, slet ikke kan sejle men kun plane, se artikel om windsurfing.
Speedbåde har oftest en V-formet stævn, så de planer ved høj fart. Hydrofoilbåde (eller flyvebåde) har hydroplaner (undervandsvinger) der løfter skroget ud af vandet ved høje farter.